# Pouť smíření
Pouť smíření je vzpomínkový pochod pořádaný jako připomínka osudů německy mluvících obyvatel města Brna, kteří odtud byli vyhnáni po skončení druhé světové války v květnu 1945. Tehdy nuceně putovalo na 20 tisíc lidí z Brna do Pohořelic, přičemž zhruba 1 700 jich cestu nepřežilo. Pochod kopíruje jejich 32 km dlouhou trasu, původně i ve stejném směru, od roku 2015 ve směru opačném. Zakladatelem připomínkové akce byl v roce 2007 tehdejší student Jaroslav Ostrčilík. Prvních osm ročníků se konalo pod názvem Pietní pochod, a účastnily se jich jednotky, nanejvýš nízké desítky lidí, zpravidla včetně pamětníků.
Z komunálních voleb 2014 vzešlé vedení města Brna si iniciativu vzalo za svou, finančně ji podpořilo a při příležitosti sedmdesáti let od konce druhé světové války umožnilo vznik pásma Rok smíření. Jeho program sestával z přibližně šedesáti větších i měnších akcí všech formátů, od přednášek přes komentované procházky městem po výstavy a koncerty. Akce probíhaly zhruba od března do konce roku 2015. Projekt si dal za cíl "připomenout události z konce třicátých a první poloviny čtyřicátých let v širších souvislostech, tedy s přesahem před druhou světovou válku a jejími důsledky do současnosti."
Klíčovou součástí projektu byl připomínkový pochod, nyní pod názvem Pouť smíření, a to po trase symbolicky obrácené proti směru historického pochodu smrti, tedy od hromadného hrobu v Pohořelicích zpět do zahrady augustiniánů na Starém Brně. V roce 2015 se na zakončení akce sešlo přibližně tisíc účastníků z Brna i obou sousedních zemí, a primátor Petr Vokřál slavnostně přečetl Deklaraci smíření a společné budoucnosti, vyjádření lítosti nad násilným koncem soužití obou národností v Brně, které Zastupitelstvo města Brna přijalo o několik dní dříve. Zejména v Německu zaznamenalo toto gesto značný zájem ze strany médií i politiky, a zakladatel akce Jaroslav Ostrčilík byl v prosinci 2018 oceněn Spolkovou medailí za zásluhy z rukou německého prezidenta Franka-Waltera Steinmeiera.
Od roku 2016 je Pouť smíření součástí festivalu Meeting Brno, který se koná zpravidla v červnu, trvá kolem deseti dní a sestává z 30-40 jednotlivých akcí různého druhu. Pouť je rozdělena na pět úseků, mezi kterými pendlují zvlášť vypravené autobusy DPMB. Na zakončení vystupují čestní hosté, hraje živá hudba a formou stánků se představují organizace činné na poli česko-německých a česko-rakouských vztahů.